# Norman Lloyd
Norman Perlmutter (Jersey City, Nueva Jersey; 8 de noviembre de 1914-Los Ángeles; California; 11 de mayo de 2021), más conocido como Norman Lloyd, fue un actor, productor y director de cine estadounidense con una carrera de prácticamente nueve décadas. Trabajó en teatro, radio, televisión y cine desde los años posteriores a la Gran Depresión y era al fin de su vida el actor hollywoodiense de mayor edad, contando con 106 años al momento de su muerte.

## Vida
Nació en el seno de una familia judía de Brooklyn, Nueva York. Su padre era contable y luego abrió una tienda de muebles, y su madre era contable y ama de casa con un interés de toda la vida por el teatro, llevando a su hijo menor a clases de canto y baile. Tenía dos hermanas mayores, Ruth, que murió en 1962, y Janice, que le sobrevivió. El joven Lloyd actuó en el vodevil como actor infantil. Debido a las dificultades de la Gran Depresión, abandonó la universidad y comenzó su carrera como aprendiz del Civic Reporty Theatre de Eva Le Gallienne, dentro del Proyecto de Teatro Federal y en el ámbito del Mercury Theatre de Orson Wells. 
Más tarde se asoció a Alfred Hitchcock, de quien obtuvo el papel protagonista de la película Saboteur de 1942. Apareció también en Spellbound de 1945. Fue productor general y director de algunos episodios de Alfred Hitchcock Presents, emitidos en televisión entre 1955 y 1962 (Design for Loving, 1958). 
Como actor, apareció en más de sesenta películas y series de televisión, entre las que destacó su papel protagónico en el drama médico televisivo St. Elsewhere, entre 1982 y 1988, donde interpretó al Dr. Daniel Auschlander. Su último papel cinematográfico fue en la película Trainwreck de 2015, contando 99 años aunque admitió que estaba un poco desanimado por el contenido obsceno de la película.
En 1936 se casó con Peggy Craven y tuvieron dos hijos, uno de los cuales, la actriz Josie Lloyd (1940-2020), murió un año antes que su padre. Peggy falleció el 30 de agosto de 2011, a los 98 años.
Lloyd comenzó a practicar su pasatiempo favorito de toda la vida, el tenis, con ocho años. Entre sus oponentes tuvo a Charles Chaplin, Joseph Cotten y Spencer Tracy. Lloyd todavía jugaba dos partidos diarios hasta julio de 2015, cuando sufrió una caída. Dejó de conducir en 2014, ante la insistencia de su hijo. El 25 de octubre de 2017, solo dos semanas antes de su 103 cumpleaños, Lloyd asistió al Game 2 de la Serie Mundial 2017 de béisbol en Los Ángeles. Noventa y un años antes, con once, había asistido al Game 1 de la Serie Mundial 1926 en el Yankee Stadium. Falleció de causa natural mientras dormía, la mañana del 11 de mayo de 2021 en su casa de Los Ángeles, con 106 años.